# Affonso da Rocha
Affonso da Rocha (,  – , ) foi um farmacêutico e médico brasileiro.
Foi eleito membro da Academia Nacional de Medicina em 1886, com o número acadêmico 149, na presidências de Agostinho José de Sousa Lima.